# Crown the Empire
Crown the Empire is een Amerikaanse metalcoreband afkomstig uit Dallas, Texas

## Biografie
De band werd in juli 2010 opgericht door zanger Andrew Velasquez, toetsenist Austin Duncan, bassist Brandon Shroyer, drummer Alex Massey en de gitaristen Hayden Tree en Brandon Hoover, nadat zij elkaar ontmoet hadden op Colleyville Heritage High School. Na vele positionele wisselingen in de beginfase bracht de band 29 november 2011 hun debuut-ep Limitless uit.
Op 23 maart 2012 kondigde de band aan dat ze een contract hadden getekend bij Rise Records. Na David Escamilla toegevoegd te hebben aan de line-up als screamer, dook de band met producer Joey Sturgis de studio in. Hun debuutalbum The Fallout kwam uit op 20 november 2012, waarna de band in mei 2013 voor het eerst als headliner door de Verenigde Staten toerde met The Generation Tour, waarbij Capture, Palisades, Heartist en Famous Last Words het voorprogramma verzorgden. Later dat jaar was de band te zien tijdens de Warped Tour en mochten ze samen met Motionless in White en Upon a Burning Body het voorprogramma verzorgen voor Asking Alexandria.
In 2014 toerde de band wederom als headliner door de Verenigde Staten met support van Volumes, Secrets en Ice Nine Kills. Dat jaar kreeg de band ook de prijs voor best breakthrough act uitgereikt door Alternative Press.
Op 22 juli 2016 bracht de band haar derde studioalbum Retrograde uit. Na het uitbrengen van dit album verliet Dave Escamilla de band, waarna hij de band ervan beschuldigde dat de muziek van de band afkomstig was van een derde partij. Later bevestigde de band dat zij inderdaad niet hun eigen muziek schreven.
In januari 2018 toerde de band met Asking Alexandria en Black Veil Brides. Ook waren ze die zomer te zien tijdens de Warped Tour. Gedurende 2018 bracht de band meerdere singles en teasers uit voor hun nieuwe album Sudden Sky, dat uiteindelijk op 19 juli 2019 zou verschijnen. Begin 2020 toerde de band door Azië, waar gitarist Brandon Hoover COVID-19 opliep. Op 28 maart maakte hij bekend genezen te zijn.
Op 10 juli 2020 bracht de band ter ere van hun 10-jarig jubileum een akoestisch compilatiealbum uit, 07102010 getiteld.

## Bezetting
Huidige leden
- Andrew "Andy Leo" Rockhold – leidende vocalen (2010–heden); keyboards, programmering (2012–heden)
- Brandon Hoover – leidende gitaar (2010–2011, 2014–present); slaggitaar (2011–2015, 2017–heden); schone vocalen (2017–heden)
- Hayden Tree – bas (2011–heden); niet-schone vocalen (2010–2011, 2011–2012, 2017–heden); achtergrondvocalen (2010–2011, 2011–2012, 2015–heden); slaggitaar (2010–2011)
- Jeeves Avalos – drums, percussie (2022–heden)

Voormalige leden
- Devin Detar – bas (2010)
- Alex Massey – drums, percussie (2010–2011)
- Brandon Shroyer – bas (2010–2011)
- Zac Johnson – niet-schone vocalen, achtergrondvocalen, bas (2011)
- Austin Duncan – keyboards, programmering (2010–2012)
- Bennett "Benn Suede" Vogelman – leidende gitaar, achtergrondvocalen (2011–2015)
- Brent Taddie – drums, percussie (2011–2022)
- David Escamilla – vocalen (2012–2017) slaggitaar (2014–2017)

Tijdlijn

## Discografie
Studioalbums
| The Fallout                          | - Uitgebracht: 19 november, 2012 - Label: Rise Records - Format: CD, vinyl, digitale download | —   | 8 | 7  | 1 | 37 | —  | —   | —  |
| The Resistance: Rise of The Runaways | - Uitgebracht: 22 juli, 2014 - Label: Rise Records - Format: CD, vinyl, digitale download     | 7   | 1 | 1  | — | 1  | —  | 184 | 16 |
| Retrograde                           | - Uitgebracht: 22 juli, 2016 - Label: Rise Records - Format: CD, vinyl, digital               | 15  | 1 | 1  | — | 1  | 53 | —   | 12 |
| Sudden Sky                           | - Uitgebracht: 19 juli, 2019 - Label: Rise Records - Format: CD, vinyl, digitale dowload      | 190 | 8 | 13 | — | 37 | —  | —   |    |

Ep's
| Titel     | Album details                                                                          |
| --------- | -------------------------------------------------------------------------------------- |
| Limitless | - Uitgebracht: 29 november, 2011 - Label: Zelf-uitgebracht - Format: digitale download |